# 三浦隆志
三浦 隆志（みうら たかし、1968年6月28日 - ）は、読売テレビの社員で、元アナウンサー。　

## 来歴・人物
埼玉県春日部市出身で、血液型はO型。高校時代は生物部に所属し部長を務める。立教大学経済学部を卒業後、1991年に入社。読売テレビの同期には小澤昭博がいる。立教大学経済学部の同期には元フジテレビアナウンサーの中村江里子 、東海テレビアナウンサーの小田島卓生、西日本放送アナウンサーの鴨居真理子がいる。
『ズームイン!!朝!』担当時代、1995年1月に発生した阪神・淡路大震災で、震災現場をリポートした時に、「もう、これは神戸ではありません！」とコメントした。さらに、発生から2日後の1月19日には、当時同番組で司会を務めていた福留功男と共に被災地から生中継を行った。
2006年6月まで『ズームイン!!SUPER』関西エリア担当リポーターの中では唯一全国ネットパートに専念していた（同番組では三浦の他に小林杏奈や国木田かっぱも関西エリア担当となっているが、当時2人はローカルパートでのレギュラー出演も抱えていた）。そのため、「ズームイン!!LIVE」「スポーツLIVE」といった突発の中継は三浦の独擅場となっていた（2006年7月以降は大田良平が4人目の全国担当に昇格したこともあり、三浦がローカルパートに出演することもあった）。2007年4月以降は、『もうスグ!なるトモ!』の開始を控えている関係もあり、『ズームイン!!サタデー』に移った。
大学時代には仮面ライダーになりたく、『仮面ライダーZX』の主役オーディションに参加したものの、自動二輪免許を持っていなかった為に落選したとのこと（しかし『仮面ライダーZX』の企画が展開されていた当時中学生であり、大学時代に放映されていた作品となれば『仮面ライダーBLACK』シリーズが該当する為、タイトルに関しては本人の記憶違いの可能性が高い）。
2011年10月24日、日本防災士機構より防災士として認証される。
2016年3月、第37回NNSアナウンス大賞でテレビ部門大賞を受賞。
2022年6月1日付で報道局チーフ・エキスパートに就任、報道部へ異動した。なお三浦と入れ替わる形で大田良平がアナウンス部に復帰した。

## 結婚歴
- 1999年秋に最初の夫人と入籍するも、2001年12月に離婚。2005年2月28日に現夫人と再婚。
- 2007年11月19日、現夫人との間に双子（男・女）が誕生。

## 出演番組・作品

### 現在
- 情報ライブ ミヤネ屋（中継リポーター） - 報道部異動後も担当。アナウンサー時代は「世界電波ジャック」ナレーション、 不定期で木曜日と金曜日の中継リポーター、宮根誠司の司会代行も担当していた。（2024年現在は、西山耕平が司会代行をする。）主に、関東地区の事件・事故の第一報をリポートしている。

### 過去
- 24時間テレビ関西地区メインパーソナリティー
- 鳥人間コンテスト選手権大会（実況）
- なるトモ!（月曜〜木曜、『芸能総まくり』『立ち読み見出しチェック』進行、『芸能界タイムカプセル』ナレーション）
- 週刊えみぃSHOWナレーション・「見出し丸出しカウントダウン」キャスター
- たかじんのそこまで言って委員会ナレーション
- 元気モンTV
- もうスグ!なるトモ!
- ズームイン!!朝!（全国ネット、読売テレビ担当キャスター）
- ズームイン!!SUPER（同上）
- ズームイン!!サタデー（同上）
- ウェークアップ!ぷらす（「+POWER」ナレーション）2013年6月29日から8月3日までは、かつての上司である辛坊治郎の代理でキャスターを担当。
- ザ・ワイドリポーター
- 大阪プロレス（実況）
- ベストヒット歌謡祭（進行）
- ムッチャDOLL箱 乙女の祈り（ナレーション）
- かんさい情報ネットten!（ニュースキャスター、番組開始から2011年9月16日まで担当）
- くせになるややこしさ ブラックマヨネーズのハテナの缶詰（ナレーション）
- 祇園笑者（ナレーション）
- もってる!? モテるくん（「モテる男を演じろ!ポーカーフェイスドラマ」ストーリーテラー）
- にけつッ!!（吉本マネージャー対抗カラオケ大会進行担当）
- 土曜はダメよ!（ナレーション）
- 特盛!よしもと 今田・八光のおしゃべりジャングル（ナレーション）
- NNNドキュメント（ナレーション・不定期、読売テレビ制作分のみ）
- ytv漫才新人賞決定戦（2013年の放送から会場リポーターを担当）

※その他、吉本興業（よしもとクリエイティブ・エージェンシー）のタレントが出演する『よしもと特番』（不定期）のナレーションを担当。
- 各種NNNニュース枠内ローカルニュース（不定期）

#### テレビアニメ
- attacked kuma3（デステニー）

### 吹き替え
- オープン・シーズン